# Llista dels dictadors romans
La llista de tot dels dictadors Romans i mestres de cavalleria està recollida de fonts antigues. En alguns casos els noms o les dates han estat inferits pels historiadors moderns.

## Clau per entendre frases i termes llatins
Els dictadors romans tenien normalment fixat un propòsit específic, o causa, que limitava l'abast de les seves activitats. El cap causae era rei gerundae (un propòsit general, normalment per dirigir un exèrcit en el camp contra un enemic particular), clavi figendi (un ritu religiós important que implica posar un clau a la paret del Temple de Jupiter Optimus Maximus), i comitiorum habendorum (la celebració de la comitia per elegir magistrats, quan els cònsols no l'havien pogut fer).
Un altre causae inclòs ludorum faciendorum, sostenint el Ludi Romani (jocs romans), un important festival religiós; ferarium constituendarum (establir una festa religiosa en resposta a prodigis seriosos); seditionis sedandae (sedició sufocant); i en un cas notable, senatus legendi (omplir les files del Senat després de la batalla de Cannes).
La causa donada al final de la República a les dictadures de Sulla i Caesar va superar les competències tradicionalment atribuïdes a un dictador Romà. Per legibus faciendis et rei publicae constituendae causa, Sulla va ser facultat per reescriure les lleis i revisar la constitució de l'estat Romà; per dictador perpetuo rei publicae constituendae causa, Caesar va ser fixat dictador a perpetuïtat, i li van donar el poder a revisar la constitució.
El diversos causae no es podien distinguir legalment l'un d'un altre abans de 368 aC, quan Publius Manlius Capitolinus va ser nomenat dictador seditionis sedandae et rei gerundae causa. La fórmula precisa de cada causa més tard informada pels historiadors antics només poden datar la dictadura de Manlius, on la causae atribuïda als primers dictadors sembla ser addicions posteriors.

### Altres frases
- abdicavit – Abdicat, o va dimitir.
- mortuus est – Va morir en el càrrec.
- No iniit – no inaugurat.
- occisus est – assassinat.
- Sinus magistro equitum – sense un mestre de cavalleria.

Els nombres romans darrere un nom indica que el dictador o mestre de cavalleria per aquell any, anteriorment havia estat en el mateix càrrec. El causae llistada a la taula està basada en gran part en l'obra de T. R. S. Broughton, Els Magistrats de la República Romana, que recull de fonts antigues. Els casos on no s'indica causa, normalment es pot interpretar rei gerundae.

## Llista de dictadors i mestres de cavalleria

### Segles VI i V aC
| Any aC | Any AUC | Dictador                             | Mestre de cavalleria               | Notes               |
| ------ | ------- | ------------------------------------ | ---------------------------------- | ------------------- |
| 501    | 253     | Titus Lartius Flavus                 | Spurius Cassius Viscellinus        | rei gerundae causa  |
| 496    | 255     | Aulus Postumius Albus Regillensis    | Titus Aebutius Elva                |                     |
| 494    | 260     | Manius Valerius Volusus Maximus      | Quintus Servilius Priscus Structus |                     |
| 463    | 291     | (Gaius Aemilius Mamercus)            | Desconegut                         | clavi figendi causa |
| 458    | 296     | Lucius Quinctius Cincinnatus         | Lucius Tarquitius Flaccus          |                     |
| 439    | 315     | Lucius Quinctius Cincinnatus II      | Gaius Servilius Ahala              |                     |
| 437    | 317     | Mamercus Aemilius Mamercinus         | Lucius Quinctius Cincinnatus       |                     |
| 435    | 319     | Quintus Servilius Priscus Fidenas    | Postumus Aebutius Elva Cornicen    |                     |
| 434    | 320     | Mamercus Aemilius Mamercinus II      | Aulus Postumius Tubertus           |                     |
| 431    | 323     | Aulus Postumius Tubertus             | Lucius Julius Iulus                |                     |
| 426    | 328     | Mamercus Aemilius Mamercinus III     | Aulus Cornelius Cossus             |                     |
| 418    | 336     | Quintus Servilius Priscus Fidenas II | Gaius Servilius Axilla             |                     |
| 408    | 346     | Publius Cornelius Rutilus Cossus     | Gaius Servilius Ahala              |                     |

### Segle IV aC
| Any aC   | Any AUC  | Dictator                                                            | Mestre de cavalleria                                         | Notes                                                          |
| -------- | -------- | ------------------------------------------------------------------- | ------------------------------------------------------------ | -------------------------------------------------------------- |
| 396      | 358      | Marcus Furius Camillus                                              | Publius Cornelius Maluginensis                               |                                                                |
| 390      | 364      | Marcus Furius Camillus II                                           | Lucius Valerius Potitus                                      |                                                                |
| 389      | 365      | Marcus Furius Camillus III                                          | Gaius Servilius Ahala                                        |                                                                |
| 385      | 369      | Aulus Cornelius Cossus                                              | Titus Quinctius Cincinnatus Capitolinus                      |                                                                |
| 380      | 374      | Titus Quinctius Cincinnatus Capitolinus                             | Aulus Sempronius Atratinus                                   |                                                                |
| 368      | 386      | Marcus Furius Camillus IV                                           | Lucius Aemilius Mamercinus                                   | rei gerundae causa                                             |
| 368      | 386      | Publius Manlius Capitolinus                                         | Gaius Licinius Calvus                                        | seditionis sedandae et rei gerundae causa                      |
| 367      | 387      | Marcus Furius Camillus V                                            | Titus Quinctius Cincinnatus Capitolinus                      | rei gerundae causa                                             |
| 363      | 391      | Lucius Manlius Capitolinus Imperiosus                               | Lucius Pinarius Natta                                        | clavi figendi causa                                            |
| 362      | 392      | Appius Claudius Crassus Regillensis                                 | Publius Cornelius Scapula? Mucius Scaevola?                  |                                                                |
| 361      | 393      | Titus Quinctius Pennus Capitolinus Crispinus                        | Servius Cornelius Maluginensis                               | rei gerundae causa                                             |
| 360      | 394      | Quintus Servilius Ahala                                             | Titus Quinctius Pennus Capitolinus Crispinus                 | rei gerundae causa                                             |
| 358      | 396      | Gaius Sulpicius Peticus                                             | Marcus Valerius Poplicola                                    |                                                                |
| 356      | 398      | Gaius Marcius Rutilus                                               | Gaius Plautius Proculus                                      |                                                                |
| 353      | 401      | Titus Manlius Imperiosus Torquatus                                  | Aulus Cornelius Cossus Arvina                                |                                                                |
| 352      | 402      | Gaius Julius Iulus                                                  | Lucius Aemilius Mamercinus                                   |                                                                |
| 351      | 403      | Marcus Fabius Ambustus                                              | Quintus Servilius Ahala                                      | comitiorum habendorum causa                                    |
| 350      | 404      | Lucius Furius Camillus                                              | Publius Cornelius Scipio                                     | comitiorum habendorum causa                                    |
| 349      | 405      | Titus Manlius Imperiosus Torquatus II                               | Aulus Cornelius Cossus Arvina II                             | comitiorum habendorum causa                                    |
| 348      | 406      | (Gaius Claudius Crassinus Regillensis)                              | (Gaius Livius Denter)                                        | comitiorum habendorum causa; nom incert.                       |
| 345      | 409      | Lucius Furius Camillus II                                           | Gnaeus Manlius Capitolinus Imperiosus                        |                                                                |
| 344      | 410      | Publius Valerius Poplicola                                          | Quintus Fabius Ambustus                                      | ferarium constituendarum causa                                 |
| 342      | 412      | Marcus Valerius Corvus                                              | Lucius Aemilius Mamercinus Privernas                         |                                                                |
| 340      | 414      | Lucius Papirius Crassus                                             | Lucius Papirius Cursor                                       |                                                                |
| 339      | 415      | Quintus Publilius Philo                                             | Decimus Junius Brutus Scaeva                                 |                                                                |
| 337      | 417      | Gaius Claudius Regillensis                                          | Gaius Claudius Hortator                                      | abdicavit                                                      |
| 335      | 419      | Lucius Aemilius Mamercinus Privernas                                | Quintus Publilius Philo                                      | comitiorum habendorum causa                                    |
| 334/ 333 | 420/ 421 | Publius Cornelius Rufinus                                           | Marcus Antonius                                              | abdicavit; 333 el primer dels "anys del dictador".             |
| 332      | 422      | Marcus Papirius Crassus                                             | Publius Valerius Poplicola                                   |                                                                |
| 331      | 423      | Gnaeus Quinctilius Varus or Gnaeus Quinctius Capitolinus            | Lucius Valerius Potitus                                      | clavi figendi causa                                            |
| 327      | 427      | Marcus Claudius Marcellus                                           | Spurius Postumius Albinus                                    | comitiorum habendorum causa; abdicavit                         |
| 325/ 324 | 429/ 430 | Lucius Papirius Cursor                                              | Quintus Fabius Maximus Rullianus                             | rei gerundae causa; 324 el segon dels "anys del dictador".     |
| 322      | 432      | Aulus Cornelius Cossus Arvina                                       | Marcus Fabius Ambustus                                       | rei gerundae (for a general purpose) or ludi faciendorum causa |
| 321      | 433      | Quintus Fabius Ambustus                                             | Publius Aelius Paetus                                        | comitiorum habendorum causa; abdicavit                         |
| 321      | 433      | Marcus Aemilius Papus                                               | Lucius Valerius Flaccus                                      | comitiorum habendorum causa                                    |
| 320      | 434      | Gaius Maenius                                                       | Marcus Foslius Flaccinator                                   | causa incert.                                                  |
| 320      | 434      | Lucius Cornelius Lentulus                                           | Lucius Papirius Cursor II                                    |                                                                |
| 320      | 434      | Titus Manlius Imperiosus Torquatus III                              | Lucius Papirius Crassus                                      |                                                                |
| 316      | 438      | Lucius Aemilius Mamercinus Privernas II                             | Lucius Fulvius Curvus                                        | rei gerundae causa                                             |
| 315      | 439      | Quintus Fabius Maximus Rullianus                                    | Quintus Aulius Cerretanus Gaius Fabius Ambustus              | rei gerundae causa                                             |
| 314      | 440      | Gaius Maenius II                                                    | Marcus Foslius Flaccinator II                                | rei gerundae causa                                             |
| 313      | 441      | Gaius Poetilius Libo Visolus or Quintus Fabius Maximus Rullianus II | Marcus Foslius Flaccinator III or Marcus Poetilius Libo      | rei gerundae (et clavi figendi?) causa                         |
| 312      | 442      | Gaius Sulpicius Longus                                              | Gaius Junius Bubulcus Brutus                                 | rei gerundae causa                                             |
| 310/ 309 | 444/ 445 | Lucius Papirius Cursor II                                           | Gaius Junius Bubulcus Brutus II                              | 309 el tercer dels "anys del dictador".                        |
| 306      | 448      | Publius Cornelius Scipio Barbatus                                   | Publius Decius Mus                                           | comitiorum habendorum causa                                    |
| 302      | 452      | Gaius Junius Bubulcus Brutus                                        | Marcus Titinius                                              |                                                                |
| 302/ 301 | 452/ 453 | Marcus Valerius Maximus Corvus II                                   | Quintus Fabius Maximus Rullianus? o Marcus Aemilius Paullus? | 301 el quart dels "anys del dictador".                         |

### Segle III aC
| Any aC | Any AUC | Dictador                             | Mestre de cavalleria                   | Notes                                                  |
| ------ | ------- | ------------------------------------ | -------------------------------------- | ------------------------------------------------------ |
| 287    | 467     | Quintus Hortensius mortuus est       | No enregistrat                         |                                                        |
| 287    | 467     | Appius Claudius Caecus?              | No enregistrat                         | Dictador suffectus?                                    |
| 285    | 469     | Marcus Aemilius Barbula?             | No enregistrat                         | La data incerta.                                       |
| 280    | 474     | Gnaeus Domitius Calvinus Maximus     | No enregistrat                         | comitiorum habendorum causa                            |
| 276    | 478     | Publius Cornelius Rufinus?           | No enregistrat                         | La data incerta.                                       |
| 263    | 491     | Gnaeus Fulvius Maximus Centumalus    | Quintus Marcius Philippus              | clavi figendi causa                                    |
| 257    | 497     | Quintus Ogulnius Gallus              | Marcus Laetorius Plancianus            | Latinarum feriarum causa                               |
| 249    | 505     | Marcus Claudius Glicia               |                                        | abdicavit                                              |
| 249    | 505     | Aulus Atilius Calatinus              | Lucius Caecilius Metellus              |                                                        |
| 246    | 508     | Tiberius Coruncanius                 | Marcus Fulvius Flaccus                 | comitiorum habendorum causa                            |
| 231    | 523     | Gaius Duilius                        | Gaius Aurelius Cotta                   | comitiorum habendorum causa                            |
| 224    | 530     | Lucius Caecilius Metellus            | Numerius Fabius Buteo                  | comitiorum habendorum causa                            |
| 221    | 533     | Quintus Fabius Maximus Verrucosus    | Gaius Flaminius                        | La data incerta.                                       |
| 217    | 537     | Quintus Fabius Maximus Verrucosus II | Marcus Minucius Rufus                  | Minuci va donar una autoritat igual a la del dictador. |
| 217    | 537     | Lucius Veturius Philo                | Marcus Pomponius Matho                 | comitiorum habendorum causa; abdicavit                 |
| 216    | 538     | Marcus Junius Pera                   | Tiberius Sempronius Gracchus           |                                                        |
| 216    | 538     | Marcus Fabius Buteo                  | Sinus magistro equitum                 | senatus legendi causa                                  |
| 213    | 541     | Gaius Claudius Centho                | Quintus Fulvius Flaccus                | comitiorum habendorum causa                            |
| 210    | 544     | Quintus Fulvius Flaccus              | Publius Licinius Crassus Capbussaments | comitiorum habendorum causa                            |
| 208    | 546     | Titus Manlius Torquatus              | Gaius Servilius Geminus                | comitiorum habendorum et ludorum faciendorum causa     |
| 207    | 547     | Marcus Livius Salinator              | Quintus Caecilius Metellus             | comitiorum habendorum causa                            |
| 205    | 549     | Quintus Caecilius Metellus           | Lucius Veturius Philo                  | comitiorum habendorum causa                            |
| 203    | 551     | Publius Sulpicius Galba Maximus      | Marcus Servilius Pulex Geminus         | comitiorum habendorum causa                            |
| 202    | 552     | Gaius Servilius Geminus              | Publius Aelius Paetus                  | comitiorum habendorum causa                            |

### Segle I aC
| Any aC | Any AUC | Dictador                           | Mestre de cavalleria                                                        | Notes                                                 |
| ------ | ------- | ---------------------------------- | --------------------------------------------------------------------------- | ----------------------------------------------------- |
| 82–79  | 672–675 | Lucius Cornelius Sulla Felix       | Lucius Valerius Flaccus                                                     | legibus faciendis et rei publicae constituendae causa |
| 49     | 705     | Gaius Julius Caesar                | Sinus magistro equitum                                                      | rei gerundae causa                                    |
| 48     | 706     | Gaius Julius Caesar II             | Marcus Antonius                                                             |                                                       |
| 47–44  | 707–710 | Gaius Julius Caesar III            | Marcus Aemilius Lepidus                                                     |                                                       |
| 44     | 710     | Gaius Julius Caesar IV occisus est | Marcus Aemilius Lepidus IIGaius OctaviusGnaeus Domitius Calvinus (no iniit) | Dictador perpetuo rei publicae constituendae causa    |